# Pro League 2022-23
La temporada 2022-23 fue la 120.ª temporada de la Primera División de Bélgica la máxima categoría del fútbol profesional en Bélgica. El torneo comenzó el 23 de julio de 2022 y finalizó el 4 de junio de 2023.
El Club Brujas fue el campeón defensor tras obtener la pasada temporada su título número 18 de la Liga de Bélgica.

## Cambio de formato
Debido a la pandemia de covid-19, excepcionalmente, ningún equipo descendió de la Primera División belga de 2019-20, lo que provocó que la liga se expandiera temporalmente a 18 equipos. La temporada 2023-24 redujo el número de clubes nuevamente a 16, con ahora tres equipos enfrentándose al descenso directo en lugar de solo uno. También se decidió un nuevo formato a partir de 2023-24, alterando ligeramente la estructura de los play-offs pero, lo que es más importante, también aumentando los equipos que descienden cada temporada de uno a dos directos más uno opcional a través de los play-offs.

## Ascensos y descensos
Después de terminar último por un margen muy amplio, K Beerschot VA fue relegado después de dos temporadas en el más alto nivel. Su lugar fue ocupado por el campeón de la Segunda División de Bélgica 2021-22, KVC Westerlo, quien regresó después de pasar cinco temporadas en la segunda categoría luego de su descenso al final de la temporada 2016-17. No ocurrieron otros cambios ya que RFC Seraing ganó el desempate de descenso contra RWD Molenbeek, permaneciendo así en la primera división.
| Pos. | Descendido de la Pro League 2021-22 |
| ---- | ----------------------------------- |
| 18.° | K Beerschot VA                      |

| Pos. | Ascendido de la Segunda División de Bélgica 2021-22 |
| ---- | --------------------------------------------------- |
| 1.°  | KVC Westerlo                                        |

## Equipos participantes
| Club                 | Ciudad       | Estadio                       | Capacidad |
| -------------------- | ------------ | ----------------------------- | --------- |
| RSC Anderlecht       | Bruselas     | Estadio Constant Vanden Stock | 21 500    |
| R. Charleroi SC      | Charleroi    | Estadio del País de Charleroi | 14 000    |
| Cercle Brugge        | Brujas       | Estadio Jan Breydel           | 29 042    |
| Club Brujas          | Brujas       | Estadio Jan Breydel           | 29 042    |
| KAS Eupen            | Eupen        | Kehrweg Stadion               | 8363      |
| KRC Genk             | Genk         | Luminus Arena                 | 24 956    |
| KAA Gante            | Gante        | Ghelamco Arena                | 20 000    |
| KV Kortrijk          | Kortrijk     | Guldensporen Stadion          | 9399      |
| Oud-Heverlee Leuven  | Lovaina      | Den Dreef Stadion             | 10 000    |
| RKV Malinas          | Mechelen     | Stadion Achter de Kazerne     | 16 700    |
| KV Oostende          | Ostende      | Versluys Arena                | 8432      |
| RFC Seraing          | Seraing      | Stade du Pairay               | 8207      |
| Royal Antwerp        | Amberes      | Bosuilstadion                 | 12 975    |
| Sint-Truidense VV    | Sint-Truiden | Stayen                        | 14 600    |
| Standard Lieja       | Lieja        | Estadio Maurice Dufrasne      | 30 023    |
| Union Saint-Gilloise | Saint-Gilles | Stade Joseph Marien           | 8000      |
| KVC Westerlo         | Westerlo     | Het Kuipje                    | 8035      |
| SV Zulte Waregem     | Waregem      | Regenboogstadion              | 12 500    |

## Temporada regular

### Tabla de posiciones
| Pos. | Equipo               | Pts. | PJ | G  | E  | P  | GF | GC | Dif. | Clasificación o descenso                                                         |
| ---- | -------------------- | ---- | -- | -- | -- | -- | -- | -- | ---- | -------------------------------------------------------------------------------- |
| 1    | Genk                 | 75   | 34 | 23 | 6  | 5  | 78 | 37 | +41  | Clasificados a la Liga Europa Conferencia de la UEFA 2023-24 y a los Play-offs I |
| 2    | Union Saint-Gilloise | 75   | 34 | 23 | 6  | 5  | 70 | 41 | +29  | Clasificados a los Play-offs I                                                   |
| 3    | Antwerp              | 72   | 34 | 22 | 6  | 6  | 60 | 26 | +34  | Clasificados a los Play-offs I                                                   |
| 4    | Club Brugge          | 59   | 34 | 16 | 11 | 7  | 61 | 36 | +25  | Clasificados a los Play-offs I                                                   |
| 5    | Gent                 | 56   | 34 | 16 | 8  | 10 | 64 | 38 | +26  | Clasificados a los Play-offs II                                                  |
| 6    | Standard Liège       | 55   | 34 | 16 | 7  | 11 | 58 | 45 | +13  | Clasificados a los Play-offs II                                                  |
| 7    | Westerlo             | 51   | 34 | 14 | 9  | 11 | 61 | 53 | +8   | Clasificados a los Play-offs II                                                  |
| 8    | Cercle Brugge        | 50   | 34 | 13 | 11 | 10 | 50 | 47 | +3   | Clasificados a los Play-offs II                                                  |
| 9    | Charleroi            | 48   | 34 | 14 | 6  | 14 | 45 | 52 | −7   |                                                                                  |
| 10   | OH Leuven            | 48   | 34 | 13 | 9  | 12 | 56 | 48 | +8   |                                                                                  |
| 11   | Anderlecht           | 46   | 34 | 13 | 7  | 14 | 49 | 46 | +3   |                                                                                  |
| 12   | Sint-Truiden         | 42   | 34 | 11 | 9  | 14 | 37 | 40 | −3   |                                                                                  |
| 13   | Mechelen             | 40   | 34 | 11 | 7  | 16 | 49 | 63 | −14  |                                                                                  |
| 14   | Kortrijk             | 31   | 34 | 8  | 7  | 19 | 37 | 61 | −24  |                                                                                  |
| 15   | Eupen                | 28   | 34 | 7  | 7  | 20 | 40 | 75 | −35  |                                                                                  |
| 16   | Oostende (D)         | 27   | 34 | 7  | 6  | 21 | 37 | 76 | −39  | Descendidos a Segunda División de Bélgica                                        |
| 17   | Zulte Waregem (D)    | 27   | 34 | 6  | 9  | 19 | 50 | 78 | −28  | Descendidos a Segunda División de Bélgica                                        |
| 18   | Seraing (D)          | 20   | 34 | 5  | 5  | 24 | 28 | 68 | −40  | Descendidos a Segunda División de Bélgica                                        |

 Fuente: Jupiler Pro League, Soccerway
Criterios de clasificación: 1) Puntos; 2) Partidos ganados; 3) Gol diferencia; 4) Goles anotados; 5) Partidos ganados de visitante; 6) Diferencia de goles de visitante; 7) Goles de visitante anotados; 8) Play-off.
Notas:
1. ↑  Los ganadores de la temporada regular avanzaban a la Liga Europa Conferencia de la UEFA 2023-24 si es que no clasificaban a la Liga de Campeones de la UEFA 2023-24 en los playoffs, este caso no se llegó a dar.

### Resultados
| Local \ Visitante    | GNK | USG | ANT | CLU | GNT | STA | WES | CER | CHA | OHL | AND | STR | MEC | KVK | EUP | OOS | ZWA | SER |
| -------------------- | --- | --- | --- | --- | --- | --- | --- | --- | --- | --- | --- | --- | --- | --- | --- | --- | --- | --- |
| K. R. C. Genk        |     | 1–2 | 0–1 | 3–1 | 1–0 | 3–1 | 6–1 | 2–1 | 4–1 | 2–1 | 5–2 | 0–0 | 3–1 | 2–1 | 4–2 | 3–0 | 1–0 | 2–0 |
| Union Saint-Gilloise | 1–2 |     | 2–0 | 2–2 | 2–0 | 2–4 | 1–1 | 2–1 | 1–0 | 1–0 | 2–1 | 2–1 | 2–1 | 2–1 | 2–1 | 3–0 | 4–0 | 2–1 |
| Royal Antwerp        | 1–3 | 4–2 |     | 0–0 | 2–0 | 4–1 | 3–0 | 2–1 | 0–1 | 4–2 | 0–0 | 2–0 | 5–0 | 1–0 | 2–0 | 3–0 | 1–0 | 2–1 |
| Club Brujas          | 3–2 | 1–1 | 2–2 |     | 2–0 | 2–0 | 0–2 | 4–0 | 2–2 | 1–1 | 1–1 | 3–0 | 3–0 | 2–1 | 7–0 | 4–2 | 1–1 | 2–0 |
| K. A. A. Gante       | 2–3 | 1–1 | 1–2 | 2–0 |     | 0–0 | 2–1 | 3–4 | 0–0 | 2–0 | 1–0 | 1–1 | 3–0 | 2–1 | 3–0 | 1–2 | 2–0 | 2–1 |
| Standard de Lieja    | 2–0 | 2–3 | 3–0 | 3–0 | 2–2 |     | 2–0 | 2–0 | 3–1 | 1–3 | 5–0 | 1–1 | 2–0 | 0–2 | 3–1 | 1–0 | 2–2 | 0–2 |
| Westerlo             | 2–3 | 4–2 | 3–3 | 0–0 | 3–3 | 4–2 |     | 2–0 | 2–3 | 1–2 | 2–1 | 2–3 | 2–0 | 3–1 | 0–1 | 6–0 | 2–0 | 2–2 |
| Círculo de Brujas    | 1–1 | 1–1 | 0–2 | 2–2 | 3–2 | 1–1 | 0–1 |     | 4–1 | 2–1 | 1–0 | 3–1 | 0–0 | 2–0 | 5–1 | 2–2 | 1–1 | 3–1 |
| Charleroi            | 2–2 | 0–1 | 1–0 | 1–3 | 2–1 | 0–1 | 2–3 | 2–1 |     | 0–1 | 0–1 | 1–0 | 0–5 | 2–2 | 3–1 | 1–3 | 3–2 | 3–0 |
| OH Leuven            | 0–1 | 0–3 | 1–1 | 0–3 | 1–1 | 3–2 | 2–0 | 0–0 | 3–2 |     | 0–2 | 1–1 | 4–1 | 2–3 | 1–1 | 2–1 | 4–2 | 5–0 |
| Anderlecht           | 0–2 | 1–3 | 0–0 | 0–1 | 0–1 | 2–2 | 0–0 | 2–0 | 0–1 | 2–2 |     | 3–1 | 2–3 | 4–1 | 4–2 | 2–0 | 2–3 | 3–1 |
| Sint-Truiden         | 2–2 | 1–1 | 0–1 | 1–1 | 0–3 | 1–2 | 0–1 | 0–1 | 2–1 | 0–0 | 0–3 |     | 3–1 | 1–0 | 0–1 | 5–0 | 2–0 | 2–1 |
| Mechelen             | 2–2 | 3–0 | 0–2 | 0–3 | 1–1 | 2–0 | 5–4 | 1–1 | 2–2 | 0–0 | 1–3 | 1–0 |     | 3–2 | 2–1 | 2–1 | 2–2 | 2–3 |
| Kortrijk             | 1–0 | 2–4 | 2–1 | 1–0 | 0–4 | 0–1 | 0–2 | 1–1 | 0–1 | 0–2 | 2–2 | 0–0 | 1–4 |     | 0–0 | 2–2 | 1–3 | 3–2 |
| Eupen                | 1–1 | 1–2 | 0–1 | 2–1 | 0–4 | 2–0 | 1–1 | 2–2 | 1–2 | 4–2 | 0–1 | 0–2 | 2–1 | 0–1 |     | 4–4 | 1–5 | 1–3 |
| Oostende             | 1–2 | 1–6 | 0–3 | 3–0 | 1–3 | 1–3 | 1–2 | 1–2 | 0–0 | 0–4 | 0–2 | 0–1 | 2–1 | 3–1 | 1–0 |     | 2–1 | 1–2 |
| Zulte Waregem        | 1–4 | 1–3 | 0–2 | 1–2 | 2–6 | 0–3 | 1–1 | 2–3 | 1–3 | 2–5 | 3–2 | 0–3 | 2–0 | 3–3 | 5–5 | 1–1 |     | 2–0 |
| Seraing              | 0–4 | 1–2 | 0–2 | 0–2 | 0–5 | 1–1 | 1–1 | 0–1 | 0–1 | 2–1 | 0–1 | 1–2 | 0–2 | 0–1 | 0–1 | 1–1 | 1–1 |     |

## Play-offs I
Los puntos obtenidos durante la temporada regular se redujeron a la mitad (y se redondearon) antes del inicio de los playoffs.

### Tabla de posiciones
| Pos. | Equipo               | Pts. | PJ | G | E | P | GF | GC | Dif. | Clasificación 2023-24                       |
| ---- | -------------------- | ---- | -- | - | - | - | -- | -- | ---- | ------------------------------------------- |
| 1    | Royal Antwerp (C)    | 47   | 6  | 3 | 2 | 1 | 10 | 8  | +2   | Ronda de play-off de la Liga de Campeones   |
| 2    | Genk                 | 46   | 6  | 2 | 2 | 2 | 10 | 10 | 0    | Segunda ronda de la Liga de Campeones       |
| 3    | Union Saint-Gilloise | 46   | 6  | 2 | 2 | 2 | 8  | 8  | 0    | Ronda de play-off de la Liga Europa         |
| 4    | Club Brujas          | 36   | 6  | 2 | 0 | 4 | 10 | 12 | −2   | Segunda ronda de la Liga Europa Conferencia |

 Fuente: Soccerway
Notas:
1. 1 2  Posición en la fase regular: Genk 1, Union Saint-Gilloise 2.
2. ↑  Dado que el campeón de la Copa de Bélgica 2022-23, Royal Antwerp, clasificó a la Liga de Campeones, el cupo de copa en la Liga Europa fue cedido al tercer lugar de la Pro League 2022-23.

### Resultados
| Local \ Visitante    | BRU | GNK | ANT | USG |
| -------------------- | --- | --- | --- | --- |
| Club Brujas          |     | 1–3 | 2–0 | 1–2 |
| Genk                 | 3–1 |     | 2–2 | 1–1 |
| Royal Antwerp        | 3–2 | 2–1 |     | 1–1 |
| Union Saint-Gilloise | 1–3 | 3–0 | 0–2 |     |

## Play-offs II

### Tabla de posiciones
| Pos. | Equipo            | Pts. | PJ | G | E | P | GF | GC | Dif. | Clasificación                               |
| ---- | ----------------- | ---- | -- | - | - | - | -- | -- | ---- | ------------------------------------------- |
| 1    | Gante             | 44   | 6  | 5 | 1 | 0 | 17 | 6  | +11  | Segunda ronda de la Liga Europa Conferencia |
| 2    | Círculo de Brujas | 36   | 6  | 3 | 2 | 1 | 13 | 9  | +4   |                                             |
| 3    | Standard de Lieja | 30   | 6  | 0 | 2 | 4 | 4  | 14 | −10  |                                             |
| 4    | Westerlo          | 30   | 6  | 1 | 1 | 4 | 10 | 15 | −5   |                                             |

 Fuente: Soccerway
Notas:
1. 1 2  Posición en la fase regular: Standard de Lieja 6, Westerlo 7.

### Resultados
| Local \ Visitante | CER | GNT | STA | WES |
| ----------------- | --- | --- | --- | --- |
| Círculo de Brujas |     | 0–4 | 0–0 | 2–0 |
| Gante             | 2–2 |     | 3–1 | 3–1 |
| Standard de Lieja | 0–4 | 1–2 |     | 2–2 |
| Westerlo          | 3–5 | 1–3 | 3–0 |     |

## Máximos goleadores
| N.° | Jugador         | Club              | Goles |
| --- | --------------- | ----------------- | ----- |
| 1   | Hugo Cuypers    | Gent              | 27    |
| 2   | Ayase Ueda      | Círculo de Brujas | 22    |
| 3   | Gianni Bruno    | Sint-Truiden      | 18    |
| 3   | Vincent Janssen | Royal Antwerp     | 18    |
| 5   | Joseph Paintsil | Genk              | 17    |
| 6   | Paul Onuachu    | Genk              | 16    |
| 7   | Gift Orban      | Gent              | 15    |
| 8   | Hans Vanaken    | Club Brujas       | 14    |
| 8   | Ferran Jutglà   | Club Brujas       | 14    |
| 10  | Nene Dorgeles   | Westerlo          | 13    |
| 10  | Mario González  | OH Leuven         | 13    |